# Herzlake
Herzlake ist eine Mitgliedsgemeinde der Samtgemeinde Herzlake im Landkreis Emsland in Niedersachsen.

## Geografie

### Geografische Lage
Herzlake liegt nur etwas nordwestlich der Ankumer Höhe am Fluss Hase, zwischen Haselünne und Löningen. Östlich des Orts endet das Hase-Binnendelta mit der Vereinigung der Großen Hase und des Hahnenmoorkanals als Verlängerung der Kleinen Hase; westlich von ihm mündet die Südradde in die Hase.

### Nachbargemeinden
Nachbargemeinden sind im Norden die Gemeinde Lähden, im Osten die Stadt Löningen im Landkreis Cloppenburg und die Gemeinde Berge (Samtgemeinde Fürstenau) im Landkreis Osnabrück, im Süden die Gemeinde Dohren und im Westen die Stadt Haselünne.

### Klima
Gemäßigtes Seeklima beeinflusst durch feuchte Nordwestwinde von der Nordsee. Im langjährigen Mittel erreicht die Lufttemperatur in Herzlake 8,5–9,0 °C und es fallen ca. 700 mm Niederschlag. Zwischen Mai und August kann mit durchschnittlich 20–27 Sommertagen gerechnet werden.

### Gemeindegliederung
Lage der Ortsteile im Gemeindegebiet
|  | 1. Bookhof 2. Felsen 3. Herzlake 4. Neuenlande 5. Westrum |

## Geschichte

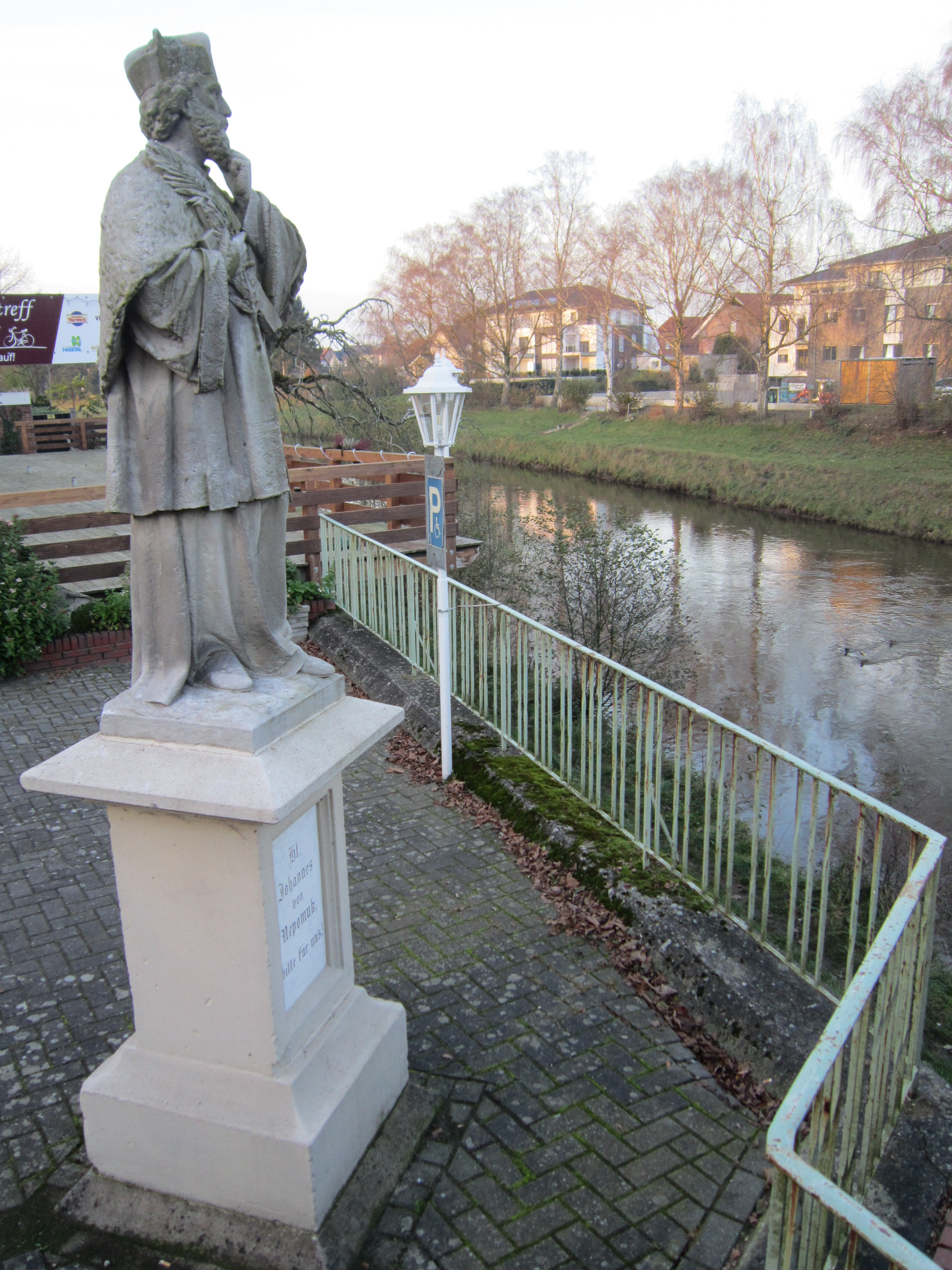
Hase unterhalb der Fußgänger- und Radfahrerbrücke zum Ortskern; an ihrem Ufer die Statue des Heiligen Nepomuk

Im Jahr 1965 entstand aus den Gemeinden Herzlake, Bookhof, Felsen, Neuenlande und Westrum die damalige „Samtgemeinde Herzlake und Umgebung“, heute Gemeinde Herzlake. Seit 1974, mit Entstehung der heutigen Samtgemeinde Herzlake, befindet sich hier der Verwaltungssitz. Herzlake ist zentraler Schulstandort mit zwei Grundschulen sowie einer Oberschule. Auf einer Fläche von 49,77 km² leben 4944 (2023) Einwohner.
Schon in germanischer Zeit gab es eine Siedlung an der Stelle, an der heute Herzlake liegt. Um 990 wurde Herzlake erstmals urkundlich erwähnt. Im Verlauf der Geschichte entwickelte sich der Ort, zwischen zwei Geestrücken an der Hase gelegen, zu einem wichtigen Brückenort, durch den der alte, bedeutende Handelsweg Flandern-Hamburg-Dänemark (Flämische Straße) führte, die heutige E 233 (B 213).
Im Mittelalter war Herzlake mit seiner Pfarrkirche Verwaltungsmittelpunkt des Kirchspiels. Zu diesem Kirchspiel gehörten der Ort und die Bauerschaft Herzlake sowie die Bauerschaften Bakerde, Bookhof/Jödenstraße, Felsen, Neuenlande, Groß Dohren, Klein Dohren, Westrum und ein Teil von Lewinghausen und Düenkamp. Die beiden letztgenannten Orte hatten bis ins 19. Jahrhundert eine mittelalterliche Struktur, wobei einige Bauernhöfe zum Kirchspiel Löningen und andere (die meisten) zu Herzlake gehörten. Nach dem Wiener Kongress erhob das Herzogtum Oldenburg Anspruch auf die vollständige Verwaltung beider Bauerschaften. Durch einen Staatsvertrag zwischen dem Großherzogtum Oldenburg und dem Königreich Hannover im Jahre 1863 wurden die Orte gebietsmäßig vollständig Oldenburg zugeschlagen. Kirchlich wurde der letzte Bauernhof (Korte) erst im 20. Jahrhundert nach Löningen umgepfarrt.
Mit dem Jahr 1820 verlor Herzlake die kommunalrechtliche Zuständigkeit für die Bauerschaften seines Kirchspiels. Sie wurde selbständige kommunale Körperschaften. Kirchlich gehörten sie jedoch nach wie vor zu Herzlake. Schon vereinzelt im 18., verstärkt aber im 19. und zu Anfang des 20. Jahrhunderts bemühten sich die Gemeinden Groß Dohren, Klein Dohren und Westrum um kirchliche Selbständigkeit. Es entstanden Kapellen in Westrum und Klein Dohren (für ganz Dohren). Während die Bemühungen für Westrum letztlich erfolglos blieben, wurde 1910 Dohren selbständige Kirchengemeinde für die Dörfer Klein und Groß Dohren.

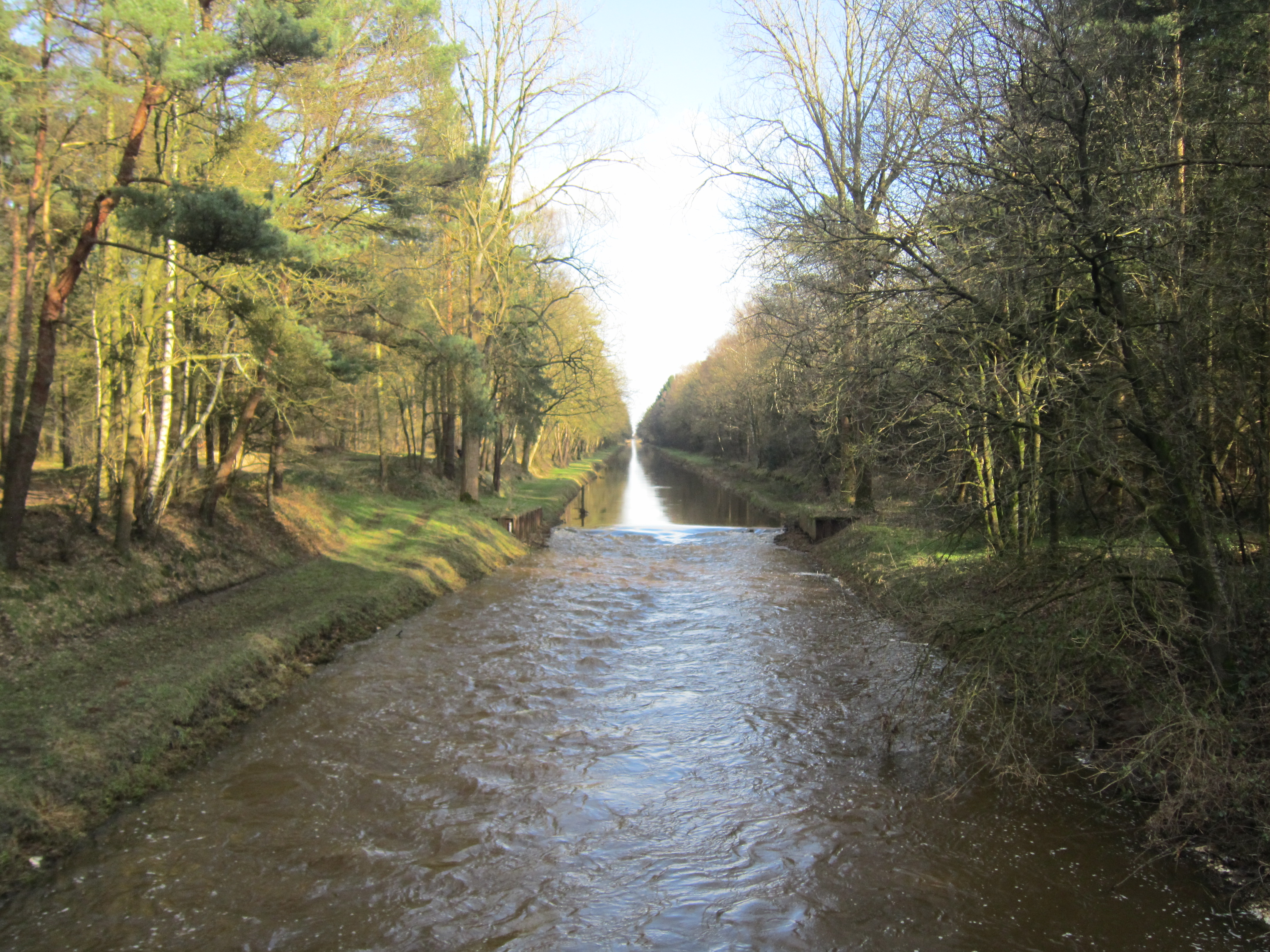
Hahnenmoorkanal bei Aselage östlich der Landstraße Herzlake–Berge

Im Jahre 1920 wurde der Gutsbezirk Aselage, der bisher zum Landkreis Bersenbrück gehörte, dem Kreis Meppen angegliedert. Er wurde Teil des Dorfes Westrum und gehört damit seit dieser Zeit kirchlich zu Herzlake. Anzumerken ist hier, dass sich auch schon im 19. Jahrhundert viele Einwohner von Aselage zur Kirche von Herzlake hingezogen fühlten. So ließen z. B. viele ihre Kinder in Herzlake taufen und nicht in Berge, wozu Aselage damals noch gehörte.
1894 erfolgte der Bau der Meppen-Haselünner Eisenbahn (EHE) bis Haselünne, der Anschluss an Herzlake wurde 1902 fertiggestellt, die Verbindung zur Großherzoglich-Oldenburgischen Eisenbahn erfolgte 1907. Für den Raum Herzlake öffnete sich damit ein „Tor zur Welt“. Heute dient diese Strecke nicht mehr dem fahrplanmäßigen Personentransport, sondern dem Frachtverkehr und mit der Museumseisenbahn dem Fremdenverkehr. In dem restaurierten Bahnhofsgebäude befindet sich heute der „Kulturbahnhof“.
Auf dem rechten Haseufer liegt östlich von Herzlake, an einem leicht nach Süden geneigten Hang, ein vermutlich aus der Bronze- und/oder vorrömischen Eisenzeit stammendes Gräberfeld, die „Kanonenberge“. 18 Grabhügel, in denen wahrscheinlich eine dörfliche Gemeinschaft mehrerer bäuerlicher Familien ihre Verstorbenen beigesetzt hat, sind noch vorhanden.
Eine weitere Sehenswürdigkeit ist die ca. 700 Jahre alte St.-Nikolaus-Kirche in der Mitte des Ortes. Hier befindet sich ein monumentaler Taufstein aus dem 12. Jahrhundert, geschaffen aus Bentheimer Sandstein. Sehenswert ist auch der Brunnen auf dem „Neuen Markt“, der am 1. März 1990 im Rahmen des 1000-jährigen Jubiläums Herzlakes enthüllt wurde. Die sechs Wasserspeier erinnern an die sechs Dörfer, die sich zur Gemeinde Herzlake zusammengeschlossen haben.
In Bookhof befindet sich die alte Schule der Ortsteile Bookhof, Felsen und Neuenlande. Sie wurden 1784 erstmals erwähnt. Ältestes Gebäude auf diesem Gelände ist die Schule mit einem Glockenturm von 1863. 1963, genau 100 Jahre später, entstand auf gleichem Areal die heutige vierklassige Grundschule.
Westrum, früher Westreim genannt, wurde erstmals um 947 erwähnt.

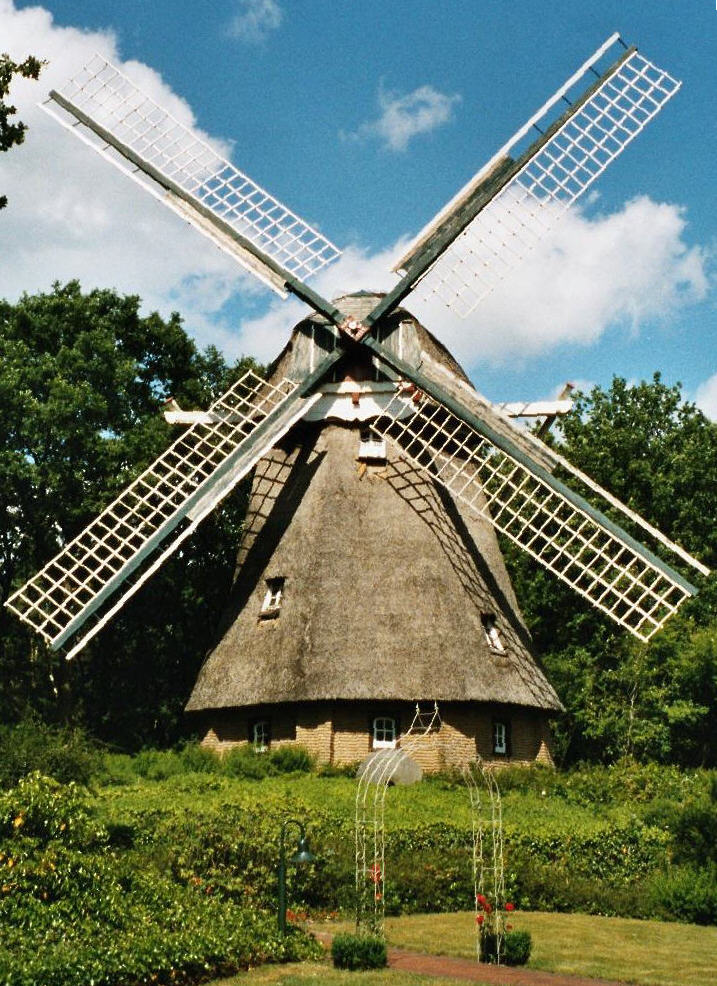
Windmühle Aselage

In Aselage selbst befindet sich die restaurierte Erdholländerwindmühle, unmittelbar am Hotel „Aselager Mühle“.
Die heute noch als Wallanlage erkennbare Aseburg bzw. ihr Wirtschaftshof findet erstmals im Jahre 1074 Erwähnung. Die aus Haupt- und Vorburg bestehende, von Gräben und Erdwällen umgebene und auf einer Halbinsel an der Hase angelegte Wehranlage war eine Herrenburg aus dem 9./10. Jahrhundert.
An der Grenze zwischen dem ehemaligen Königreich Hannover und Oldenburg (jetzt Gemeindegrenze Düenkamp-Westrum bis zur Holter Mühle) befinden sich noch eine Reihe von Grenzsteinen (kegelförmig ca. 2,00 m Durchmesser und nummeriert).
Im Jahre 1809 wurde in Aselage mit einem Kostenaufwand von 2500 Reichstalern eine Kornwindmühle gebaut. Der Gutsherr Johann Rudolf Lehmkuhl hatte nach kurzer Zeit große Mühe, die Zahlungen an den Landdrosten zu leisten, da 1815 in einer Entfernung von einer Stunde drei neue Windmühlen (Felsen, Huckelrieden und Evenkamp) gebaut wurden. Um 1860 wurde die Aselager Mühle abgebrochen und nach Andorf verkauft. Am jetzigen Standort baute 1860 der Mühlenbauer Dierkes aus Hüven eine Erdholländerwindmühle mit Steert. Diese Mühlen wurden bis Mitte des 19. Jahrhunderts vom Gutsherrn in Aselage selbst genutzt und von einem Müllerknecht besorgt. Ab 1931 holte der Pächter Bernhard Sanders mit dem „Püttwagen“ das Mahlgut von den Kunden u. a. aus der Siedlung Hahnenmoor, überwiegend zum Zwecke der Schwarzbrotbäckerei. Es wurde Brotroggen gegen Schwarzbrot, 20–25 Pfund, eins zu eins, getauscht. Im November 1941 beschädigte ein Orkan die Windmühle so schwer, dass sie außer Betrieb gesetzt werden musste. Die Flügel wurden nach Huckelrieden verkauft und dort in die Schutenmühle eingebaut, das Mühlengebäude verfiel zur Ruine. Die Schwarzbrotbäckerei wurde im Handbetrieb fortgesetzt. 1967 wurde das heutige Hotel gebaut, die Windmühle restauriert.

## Eingemeindungen
Im Jahre 1964 wurde die Nachbargemeinde Bakerde eingegliedert. Am 1. März 1974 kamen im Zuge der niedersächsischen Gemeindereform die Gemeinden Bookhof, Felsen, Neuenlande und Westrum hinzu.

## Politik

### Gemeinderat
Der Gemeinderat hat 15 gewählte Mitglieder. Die Ratsmitglieder werden durch eine Kommunalwahl für jeweils fünf Jahre gewählt. Die aktuelle Amtszeit begann am 1. November 2021 und endet am 31. Oktober 2026.
| Partei                                                   | 2021 |    | 2016 | 2011 | 2006 |
| -------------------------------------------------------- | ---- | -- | ---- | ---- | ---- |
| CDU                                                      | 11   | 11 | 9    | 8    |      |
| SPD                                                      | 3    | 2  | 1    | 1    |      |
| Einzel                                                   | 1    | –  | –    | 1    |      |
| UWG                                                      | –    | 2  | 5    | 5    |      |
| ___________________ Einzelbewerber 2021: Ferdinand Busch |      |    |      |      |      |

### Wappen
Blasonierung: „Gespalten von Rot und Gold im Wellenschnitt, darin in verwechselten Farben vorn drei Kugeln, hinten eine Hirschstange, beides pfahlweis gestellt.“
Die Lage am Fluss verdeutlicht die wellenförmige Teilung. Die Hirschstange bezieht sich auf den ersten Teil des Ortsnamens, der als herslaghe, herslike, hareslecge, Hartlage, Herleke oder Hesleke überliefert ist und als „Hirschort“ oder „Hirschdorf“ gedeutet wird. Die drei Kugeln sind das herkömmliche Attribut des heiligen Nikolaus, des Patrons der Fernkaufleute und Schiffer, dem die nach 1074 als Kapelle bzw. Eigenkirche des Meierhofes Herßum gegründete Kirche von Herzlake geweiht ist. Die Farben Rot und Gold sind die des ehemaligen Hochstifts Münster, zu dessen Niederstift Herzlake vom hohen Mittelalter bis zum Ende des alten Reiches im Jahre 1803 gehört hat.

## Wirtschaft
Der größte Arbeitgeber am Ort ist die Fa. Brüggen Oberflächen- und Systemlieferant GmbH, die zur Bernard Krone Holding gehört. Sie hat über 1000 Beschäftigte und fertigt landwirtschaftliche Geräte (Wechselsysteme und sog. Trockenfrachtkoffer).

## Kultur und Sehenswürdigkeiten
- Museumseisenbahnverkehr der Eisenbahnfreunde Hasetal e. V. zwischen Haselünne und Herzlake nach Fahrplan
- St.-Nikolaus-Kirche
- Aselager Mühle
- wiedervernässtes Hahnenmoor
- Installation „Hasesegel“ von Christian Lammers (Station der Hasetaler Kunstroute)

## Sport
Im Jahre 1993 erreichte der VfL Herzlake die Aufstiegsrunde zur 2. Fußball-Bundesliga, scheiterte aber an Eintracht Trier, Preußen Münster und dem Sieger der Runde, Rot-Weiss Essen.
Danach spielten die Herzlaker noch einige Jahre in der Regionalliga, infolge des Bosman-Urteils – die Ablösesummen wurden halbiert und auf drei Jahre gestreckt – und mehr noch wegen des finanziellen Kollapses des Möbelimperiums des Vereinssponsors Karl-Heinz Klose, ging es abwärts. In der Saison 1998/99 landete die Mannschaft auf dem 17. Platz und stieg ab. Außerdem konnte der Verein den Etat für die folgende Saison nicht mehr aufbringen und musste Konkurs anmelden. In der Saison 2007/2008 und der Saison 2008/09 spielte der VfL Herzlake noch in der 1. Kreisklasse, die 2. Mannschaft in der 3. Kreisklasse.
In der Saison 2008/09 ist der VfL Herzlake in die 1. Kreisliga aufgestiegen. In der darauffolgenden Saison 2009/2010 stieg der VfL Herzlake in die Bezirksliga auf.
Zahlreiche Regional- und Bundesligisten, aber auch ausländische Mannschaften, nutzen die Trainingsmöglichkeiten in Herzlake, um sich auf die Saison vorzubereiten.

## Verkehr
- Bundesstraße B 213 (Teil der Europastraße E 233)
- Busverbindungen über Haselünne zum Bahnhof Meppen
- Landesstraße L 55 als Verbindung zwischen Münsterland und Ostfriesland

An das Schienennetz ist Herzlake durch eine Stichstrecke zur Meppen-Haselünner Eisenbahn  angeschlossen, auf der Güter- und Museumsverkehr stattfindet. Es besteht auch ein Haltepunkt an der B 213 für den durchgehenden Verkehr Richtung Essen (Oldb). Bis zum Bau der Umgehungsstraße und damit verbundener Verlegung der Bahnanlagen führte die Bahnlinie durch den Ort.

## Auslandskontakte
Über den Oligarchen Oleksandr Onyschtschenko unterhält Herzlake enge Kontakte zur Ukraine. Die ukrainische Justiz beschuldigt den Abgeordneten der Obersten Rada der Ukraine der illegalen Bereicherung. Onyschtschenko entzog sich den polizeilichen Ermittlungen in seiner Heimat durch Flucht nach Deutschland, nicht zufällig nach Herzlake, wo er ein Anwesen mit Anlagen zur Pferdezucht und Pferdetraining besitzt.